# 今永清二
今永 清二（いまなが せいじ、1931年3月17日 - 2018年3月16日）は、日本の東洋史学者、広島大学名誉教授。

## 略歴
大分県生まれ。広島大学卒。1974年「中国回教社会史研究序説」で広島大学文学博士。別府大学助教授、広島大学文学部助教授、教授、1994年定年退官、名誉教授、広島市立大学教授、県立広島女子大学学長。2004年退任。2007年秋瑞宝中綬章叙勲。
2018年3月16日、呼吸不全のため、大分市内の病院で死去、86歳。叙正四位。

## 著書
- 『中国回教史序説 その社会史的研究』弘文堂 1966
- 『中国の農民社会 その風土と歴史』弘文堂新社 1968
- 『近代中国革命史 目覚めゆく農民』弘文堂 1970
- 『中国の社会と歴史』明玄書房 1970
- 『宇佐の歴史』編集 宇佐市史刊行会 1976
- 『福沢諭吉の思想形成』勁草書房 1979
- 『東方のイスラム』風響社 1992

## 記念論集
- 『アジアの地域と社会』編 勁草書房 1994

## 参考
- 『東方のイスラム』著者紹介